# Friesodielsia gracilipes
Friesodielsia gracilipes (Benth.) Steenis – gatunek rośliny z rodziny flaszowcowatych (Annonaceae Juss.). Występuje naturalnie w Kamerunie oraz Gabonie. 

## Morfologia
PokrójZimozielone i zdrewniałe liany.
LiścieMają eliptycznie odwrotnie jajowaty kształt. Mierzą 4,5–17 cm długości oraz 2–6 cm szerokości. Są skórzaste. Nasada liścia jest prawie ostrokątna. Blaszka liściowa jest o spiczastym wierzchołku. Ogonek liściowy jest nagi i dorasta do 5 mm długości.
KwiatySą pojedyncze lub zebrane w grona, rozwijają się w kątach pędów. Działki kielicha mają trójkątnie owalny kształt i dorastają do 2–3 mm długości. Płatki zewnętrzne mają sercowato owalny kształt i osiągają do 7–8 mm długości, natomiast wewnętrzne mają podłużnie odwrotnie jajowaty kształt i mierzą 6 mm długości. Kwiaty mają 30–40 owłosionych słupków o cylindrycznym kształcie i długości 2 mm.
OwoceZebrane w owoc zbiorowy o cylindrycznie elipsoidalnym kształcie. Są omszone, osadzone na szypułkach. Osiągają 2,5–3 mm długości.

## Biologia i ekologia
Rośnie w wilgotnych lasach.